# Architektora Beketova (stanice metra v Charkově)
Architektora Beketova (ukrajinsky Архітектора Бекетова) je stanice charkovského metra na Oleksijivské lince.

## Charakteristika
Stanice je trojlodní, obklad stanice je z hnědého a světle hnědého mramoru.
Stanice má jeden vestibul, ústící na Puškinskou ulici.